# تيمون وبومبا جانغل جيمز
تيمون وبومبا جانغل جيمز (بالإنجليزية: Timon & Pumbaa's Jungle Games)‏ هي لعبة فيديو من نوع الحفلة من تطوير شركة 7th Level وناشر شركة ديزني إنترأكتيف ستوديوز صدرت اللعبة عام 1995 لـمايكروسوفت ويندوز وكلاسيك ماك أو إس.
وكذلك تم إصدار على الجهاز سوبر نينتندو(فاميكوم) الذي طورته تيرثاكس ديزاين ستوديوز ونشرته تي إتش كيو ، في أمريكا الشمالية في نوفمبر 1997 .

## طريقة اللعب
تتكون لعبة من خمس ألعاب شخصيات لعبة هما تيمون هو ميركات و بومبا هو خنزير بري مقتبسة من الفيلم الأسد الملك .
ألعاب موجودة في لعبة هي كالتالي :
- Jungle Pinball : عبارة عن كرة ودبابيس .
- Burper : عبارة عن لعبة من نوع الشوتر ، تستخدم بومبا لـتجشؤ الغاز لقتل الحشرات .
- Hippo Hop : عبارة عن القفز عبر النهر مشابة للعبة فروغر .
- Bug Drop : مقتبس من لعبة بويو بويو (غير متوفر للنسخة سوبر نينتندو"فاميكوم") .
- Slingshooter : عبارة عن لعبة نقافة .

## الأصوات
- منى مجذوب بدور إيميليانا
- ماريا أسود بدور ماريا ديلا روزا